# M. A. Rothschild & Söhne

Freiherrliches Wappen Rothschild

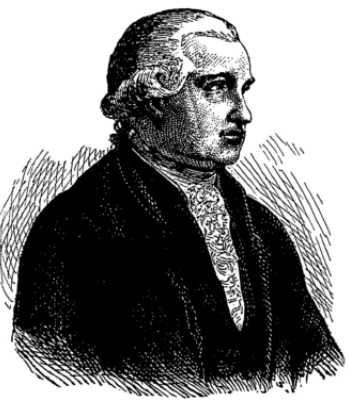
Mayer Amschel Rothschild

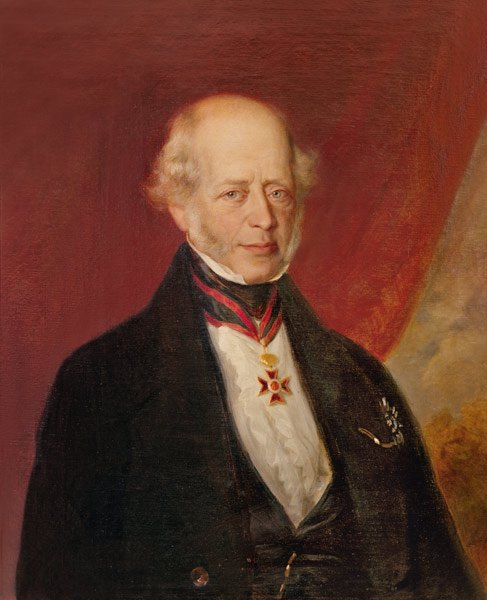
Amschel Mayer Rothschild

M. A. Rothschild & Söhne war ein Bankhaus in Frankfurt am Main und zugleich das Stammhaus der Bankiersfamilie Rothschild.

## Geschichte

### Die erste Generation – Mayer Amschel Rothschild
Auf der Grundlage des von ihm seit 1766 aufgebauten Finanzgeschäfts, gründete Mayer Amschel Rothschild (1744–1812) 1810 in Frankfurt am Main die Bank „Mayer Amschel Rothschild & Söhne“. An dem mit einem Stammkapital von 800.000 Gulden ausgestatteten Unternehmen waren nun auch seine fünf Söhne Amschel Mayer von Rothschild, Salomon Rothschild, Nathan Mayer Rothschild, Carl Mayer von Rothschild und Jakob Rothschild als vollwertige Teilhaber beteiligt. Als wesentlicher Wettbewerbsvorteil der Brüder im Finanzgeschäft erwies sich die Präsenz Nathan Mayer Rothschilds in London. Von den umfangreichen Kriegsschäden der Napoleonischen Kriege nicht direkt betroffen, mit einem profitablen Weltreich und in der Industrialisierung führend, hatte Großbritannien große und weit entwickelte Finanzmärkte hervorgebracht. Deren rasche Erschließung ermöglichte es den Brüdern Rothschild den aus dem Wiederaufbau und der einsetzenden Industrialisierung resultierenden Kapitalhunger der Staaten auf dem europäischen Festland besser zu bedienen als ihre Konkurrenten.

### Die zweite Generation – Amschel Mayer von Rothschild
Nachfolger von Mayer Amschel Rothschild in Frankfurt wurde sein ältester Sohn Amschel Mayer von Rothschild (1773–1855). Dieser ließ an der Fahrgasse 146 (Ecke Fahrgasse und Judengasse) 1813 durch den Städtischen Bauinspektor Philipp Jakob Hoffmann (1778–1834) ein klassizistisches Geschäftsgebäude errichten. Nachdem die Brüder Rothschild 1822 geadelt worden waren, wurde der Namen der Frankfurter Bank in „M. A. von Rothschild & Söhne“ geändert.
Amschel Mayer von Rothschild konzentrierte sich auf die Fortsetzung der Tätigkeit als Hoffaktor verschiedener deutscher Fürsten. Die von seinem Vater mit Hilfe von Carl Friedrich Buderus aufgebaute Beziehung zum Hof von Hessen-Kassel spielte dabei eine wichtige Rolle. Dank der guten Beziehungen zu fast allen deutschen Mittel- und Kleinstaaten konnten M. A. Rothschild & Söhne zwischen 1820 und 1830 das Bankhaus Gebrüder Bethmann als im deutschsprachigen Raum führende Emittenten von Staatsanleihen verdrängen. Aus dem Geschäft mit Industrieanleihen und -aktien hielt sich das Frankfurter Rothschildhaus hingegen heraus, war aber durch die Bereitstellung von Krediten an auf diesem Gebiet aktive Banken (zum Beispiel Sal. Oppenheim in Köln) indirekt an solchen Geschäften beteiligt. Eine Ausnahme von diesem Vorgehen bildete lediglich 1835 die federführende Beteiligung an einem Konsortium zum Bau der Taunus-Eisenbahn. Auch wenn das Vermögen von M. A. Rothschild & Söhne unter Amschel Mayer Rothschilds Leitung weiter anstieg, so verlor das Frankfurter Mutterhaus dennoch im Vergleich mit den stark expandierenden Rothschildbanken in London, Paris und Wien an Bedeutung. Dass die anderen Rothschild-Banken offiziell noch als Filialen des Frankfurter Hauses geführt wurden, war lediglich der Familientradition, nicht aber der wirtschaftlichen Bedeutung geschuldet.

### Die dritte Generation
Nachdem Amschel Mayer von Rothschilds in seinen späten Lebensjahren nur noch nominell M. A. von Rothschild & Söhne geführt hatte, ging nach seinem Tod 1855 die Leitung der Bank offiziell auf seine Neffen Mayer Carl von Rothschild (1820–1886) und Wilhelm Carl von Rothschild (1828–1901) über. Beide waren seit 1852 Teilhaber des Bankhauses. Auf Initiative von Mayer Carl von Rothschild, Peter Karl Grunelius und anderer Frankfurter Privatbankiers gewährte der Senat der Freien Stadt Frankfurt am 11. April 1854 den Bankhäusern M. A. von Rothschild & Söhne und Grunelius & Co., sowie der Frankfurter Vereinskasse eine Konzession zur Gründung der Frankfurter Bank, einer Privatnotenbank auf Aktienbasis.
Aber 1856 überzeugte M. A. von Rothschild & Söhne zusammen mit den christlichen Bankhäusern Johann Goll & Söhne, Grunelius & Co., B. Metzler Seele. Sohn & Cons., W. Mumm, D. & J. de Neufville und Phillip Nicolaus Schmidt den Frankfurter Senat davon, der Gründung einer konkurrierenden Frankfurter Aktienbank, dem Frankfurter Kredit-Verein, keine Zulassung zu erteilen. Diese Bank sollte nach dem Vorbild der französischen Crédit Mobilier angelegt werden und ging auf die Initiative des jüdischen Bankhauses B.H. Goldschmidt zurück. Dieses hatte hierfür auch ein Konsortium aus den jüdischen Bankiers M. Königswarter, Siegmund Sulzbach, E. Ladenburg, Raphael Erlanger, Philipp Ellissen und ihren christlichen Geschäftsfreunden Philipp Donner, Friedrich Adolph Jay und Wilhelm Friedrich Jäger gebildet.
Die zuvor erwähnten jüdischen und christlichen Privat- und Aktienbanken stellten einen Teil der neuen Konkurrenz dar, mit denen sich die Bankiersfamilie Rothschild seit den 1850er Jahren nicht nur in Frankfurt zunehmend konfrontiert sahen. Teilweise war es der große wirtschaftliche Erfolg der Rothschilds der immer mehr neue Konkurrenten anlockte, teilweise waren es aber auch die international sich zunehmend entwickelnden und wachsenden Finanzmärkte, die es Wettbewerbern ermöglichte neue Kunden und neue Finanzierungsmöglichkeiten zu finden. Aber auch neue Technologien spielten hierbei eine Rolle: Die Erfindung der Telegraphie mit Morsezeichen und die zunehmende Verlegung von Seekabeln ermöglichte es Unternehmern wie Paul Julius Reuter ab Mitte des 19. Jahrhunderts preiswert Nachrichtendienste international für jedermann anzubieten. Ein aufwendiges und teures Kuriersystem wie es die Familie Rothschild zur Durchführung ihrer internationalen Finanzgeschäfte aufgebaut hatte, wurde zusehends überflüssig. In den 1860er Jahren konnten die Frankfurter Wettbewerber Lazard Speyer-Ellissen, Jacob S.H. Stern und Erlanger & Söhne neben Frankfurt Niederlassungen in Paris und London errichten, im Falle von Lazard Speyer-Ellissen auch eine in New York.
In den letzten Jahrzehnten seines Bestehens vermochte es M. A. von Rothschild & Söhne zwar sein Vermögen durch umsichtiges Verhalten zu bewahren, aber bei internationalen Finanzgeschäften übernahm es kaum noch die Führung. Es begnügte sich damit in Gemeinschaft mit S. M. von Rothschild (Wien) und den beiden Großbanken Österreichische Creditanstalt (Wien) und Diskonto-Gesellschaft (Berlin) aufzutreten. Später kam noch die Bank für Handel und Industrie (Darmstadt) hinzu. Als das Auswärtige Amt des Deutschen Kaiserreiches den Handel zwischen Deutschland und Ostasien durch die Gründung einer entsprechenden Bank fördern wollte, war M. A. von Rothschild & Söhne nur eines von insgesamt dreizehn Mitgliedern des Gründungskonsortiums, die 1889 die Deutsch-Asiatische Bank ins Leben riefen.

### Das Ende der Frankfurter Rothschild-Bank
Mit dem Tod von Wilhelm Carl von Rothschild 1901 war der Frankfurter Zweig der Familie Rothschild in der männlichen Linie ausgestorben. Es fand sich auch kein männliches Mitglied in der übrigen Familie Rothschild, welches die Leitung der Frankfurter Bank übernehmen wollte, sodass die Bank liquidiert wurde. Die laufenden Konten und Geschäfte wurden von der Disconto-Gesellschaft übernommen und bildeten die Grundlage für ihre neue Frankfurter Filiale. Der größte Teil des Archivs von M. A. von Rothschild & Söhne wurde auf Anordnung der Familie Rothschild noch 1901 vernichtet.

### Stiftungen
Über das Ende der Frankfurter Rothschild-Bank hinaus blieben die Stiftungen der Familien wirksam. Der Frankfurter Zweig der Familie gründete insgesamt 30 Stiftungen zur Linderung von Not, im Gesundswesen und zur Förderung von Bildung und Kultur.